# Krestintern
La Internacional Campesina (ruso: Крестьянский Интернационал), conocida más habitualmente por su abreviatura rusa Krestintern (Крестинтерн), fue una organización internacional de campesinos formada por la Internacional Comunista en octubre de 1923. La organización pretendió lograr relaciones de frente unido con los partidos campesinos radicales de Europa del Este y Asia, sin alcanzar éxito. Al fracasar en avanzar tras importantes iniciativas en Bulgaria, Yugoslavia y China en los años 20, la organización fue suspendida a finales de la década. La también llamada Internacional Campesina Roja fue formalmente disuelta en 1939.

## Historia organizativa

### Orígenes
La idea de una Internacional Campesina Roja es habitualmente atribuida al comunista polaco Tomasz Dąbal, exmiembro del Partido Campesino Polaco y representante electo al Parlamento polaco. El 19 de junio de 1923, Dąbal publicó un artículo en el diario Pravda, órgano oficial del Partido Comunista de la Unión Soviética, advirtiendo sobre el crecimiento de la popularidad de los partidos políticos campesinos, particularmente en Europa oriental, y argumentando que esas organizaciones podrían aportar terreno fértil para sembrar las ideas comunistas entre el campesinado. Dąbal sugería que la Internacional Comunista debía formar una organización tal que facilitase el establecimiento de actividades políticas de frente unido entre los partidos comunistas y los partidos campesinos de Europa.
La Comintern ya había establecido organizaciones similares para los movimientos juvenil y sindical, la Internacional Juvenil Comunista (KIM) y la Internacional Sindical Roja (Profintern), respectivamente, auspiciando la idea de formar una organización similar para los campesinos. Con la pro-campesina Nueva Política Económica en pleno desarrollo en la Rusia soviética, la idea de una organización internacional de campesinos rápidamente ganó terreno institucional.

### Fundación

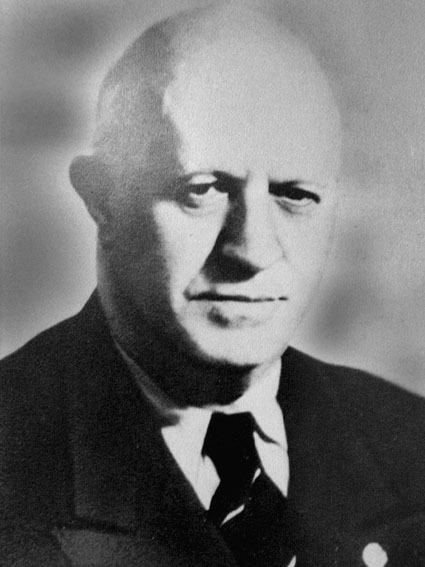
El comunista búlgaro Vasil Kolarov fue jefe de la Krestintern durante sus años de declive, liderando la organización entre 1928 y su disolución en 1939.

La Internacional Campesina Roja fue creada en un congreso fundacional celebrado en Moscú del 10 al 16 de octubre de 1923. A esta reunión asistieron 158 delegados, procedentes de 40 países, con una mayoría de participantes representando países de Europa oriental y Asia. La reunión estableció un órgano de gobierno comparable al Comité Ejecutivo de la Internacional Comunista, conocido como Consejo Campesino Internacional. Se celebraron dos sesiones plenarias relevantes de este consejo, la primera en octubre de 1923 y la segunda en noviembre de 1927. El líder formal de la nueva organización en el momento de su formación fue Aleksandr Smirnov, aunque Dąbal aparecía como portavoz público dirigente de la organización. Smirnov permaneció como jefe hasta 1928. En ese año fue reemplazado por el comunista búlgaro Vasil Kolarov, veterano dirigente de la Comintern. Kolarov ejerció el cargo de presidente de un nuevo órgano de gobierno conocido como Comité Ejecutivo de la Krestintern.

### Actividades

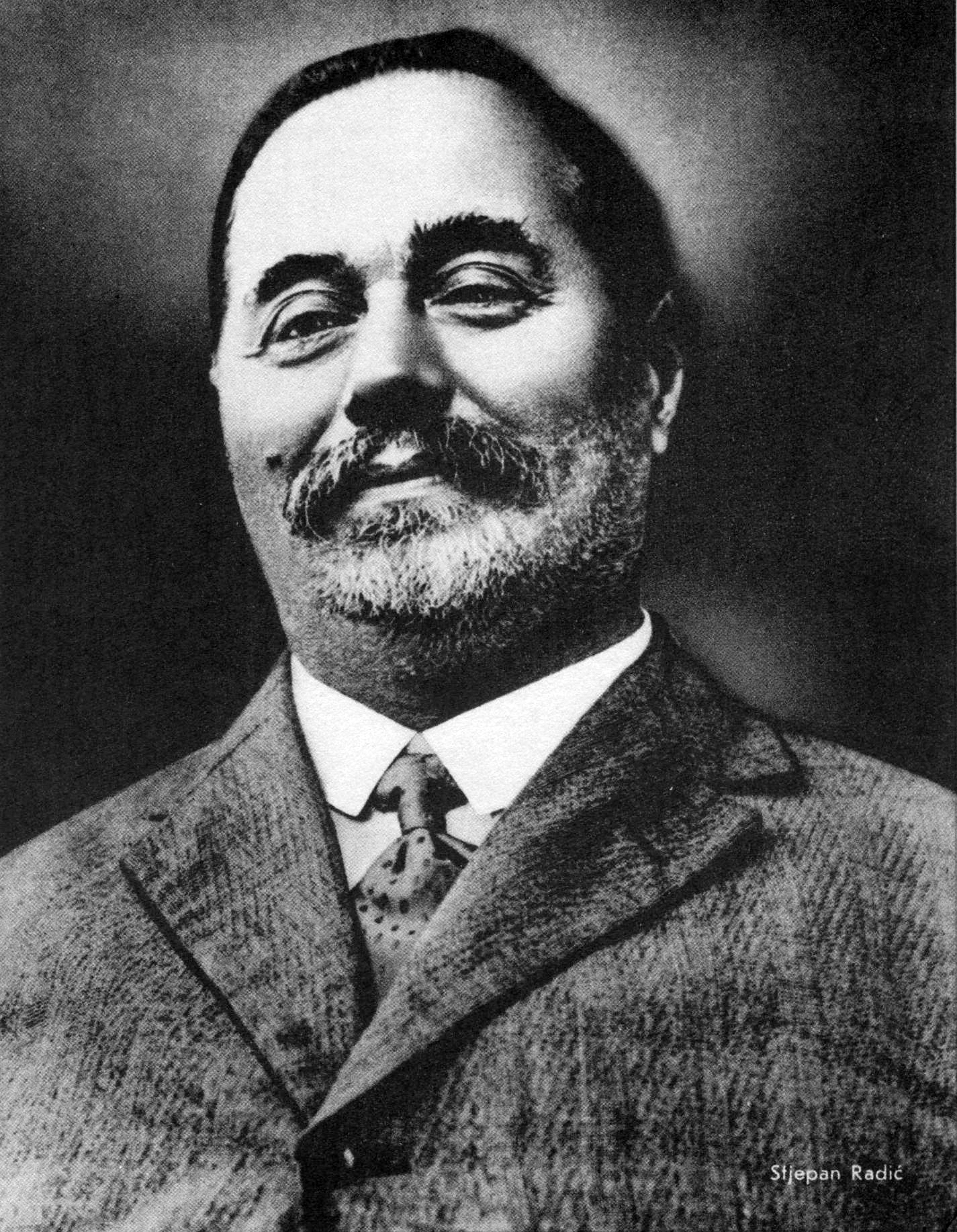
Stjepan Radić, jefe del Partido Campesino Popular Croata, que afilió brevemente su organización a la Krestintern en 1924.

La Krestintern buscó inicialmente construir una causa común con la Unión de Campesinos Búlgaros, una organización fundada en el exilio en Yugoslavia por dos exministros del Gobierno de Alejandro Stamboliski tras su derrocamiento por un golpe de Estado militar en junio de 1923. Uno de estos ministros, K. Todorov, viajó a Moscú a principios de enero de 1924, donde condujo negociaciones con Georgi Dimitrov y Vasili Kolarov de cara a una acción conjunta entre su organización y el Partido Comunista Búlgaro para el derrocamiento del recién impuesto régimen de Alejandro Tsankov. Los comunistas búlgaros intentaron sin éxito que Todorov alinease su organización con la recién establecida Krestintern; por su parte, Todorov intentó obtener dinero y armas para utilizarlos contra el Gobierno de Tsankov. La Comintern aportó algo de dinero, pero ni la Unión de Campesinos se integró en la Krestintern ni hubo un cambio de régimen en Bulgaria.
La Krestintern fracasó ampliamente en su tarea de reunir y movilizar a los partidos políticos campesinos no comunistas para hacer avanzar los objetivos comunistas y sólo fue capaz de atraer a un pequeño número de grupúsculos fraccionales, muchos de ellos frecuentemente creaciones artificiales de los propios partidos comunistas nacionales. La única excepción a esta regla fue la breve y nominal afiliación del Partido Campesino Popular Croata liderado por Stjepan Radić en 1924 tras una visita a Moscú. Esta adhesión tuvo, a juicio del historiador E. H. Carr, menos que ver con el comunismo que con las aspiraciones nacionales de las comunidades étnicas no serbias de Yugoslavia.
Las estrechas relaciones entre la organización de Radić y los soviéticos llevaron a la ilegalización del Partido Campesino Croata y su publicación oficial, la revista Radnik (El Trabajador), fue oficialmente prohibida el 12 de julio de 1924. El periódico continuó siendo publicado ilegalmente durante un corto periodo antes de cesar su actividad a finales de septiembre de aquel año.
Radić fue encarcelado a los pocos meses de su regreso a Yugoslavia y el Comité Central del ahora ilegal Partido Campesino se apresuró a renunciar a su aparentemente imprudente decisión de afiliarse a Moscú. En lugar de reforzar la posición política de su organización, el flirteo de Radić con la Internacional Campesina Roja parecía haber ido demasiado lejos como para provocar su desaparición. Cuatro meses tras su salida de prisión en julio de 1925, Radić y su partido se adhirieron a la monarquía y la Constitución yugoslava y se unieron al Gobierno. El Partido Comunista de Yugoslavia afirmó que Radić había cometido una «capitulación vergonzosa». La estrategia de frente unido de la Krestintern había fracasado.
La Krestintern publicaba un órgano oficial llamado La Internacional Campesina para propagar sus visiones políticas. La publicación fue lanzada en abril de 1924 e incluía artículos del comunista japonés Sen Katayama y del vietnamita Nguyễn Ái Quốc (Ho Chi Minh), enfatizando el objetivo de la nueva Internacional de construir un movimiento agrario radical en Asia así como su plan de tender puentes con los partidos campesinos de Europa oriental.
En 1926, la Krestintern intentó ayudar al establecimiento de relaciones de cooperación entre el Partido Comunista de China (PCCh) y el Kuomintang liderado por Chiang Kai-shek. El Presidium del Consejo Campesino Internacional, la cúpula de la Krestintern, editó una carta abierta al Kuomintang y su sección campesina a finales de abril de aquel año, expresando su confianza suprema en tal organización como «el centro que agrupa, une y organiza a todas las fuerzas revolucionarias contra la presión de los reaccionarios e imperialistas». Chiang rentabilizó estas relaciones en ayuda soviética y una lista de miembros del Partido Comunista, recursos que usaría más tarde en sus esfuerzos parcialmente exitosos para aniquilar al PCCh en la Matanza de Shanghái de 1927. Las actividades de la Krestintern en China probaron de nuevo la ineficacia de esta organización para hacer avanzar los intereses políticos de la Comintern. También en 1926 la Krestintern creó una institución de investigación en Moscú para el estudio de los problemas agrarios y la publicación de libros sobre estos asuntos, conocida como Instituto Agrario Internacional. Esta subdivisión de la Internacional Campesina continuó existiendo durante varios años a pesar de la disolución de su organización madre, publicando obras hasta 1942, cuando la invasión alemana en la Segunda Guerra Mundial obligó a su clausura.

### Últimos años y disolución
El periodo de moderación pro-campesina encabezado por la Nueva Política Económica llegó a un abrupto final en 1928, marcado por un retorno a la «prodrazvyorstka» en un intento por aliviar la crisis de grano de aquel año. Los serios esfuerzos por avanzar hacia un frente unido con el campesinado a través de la Internacional Campesina Roja parecían haber sido abandonados en aquel momento, aunque la organización permaneció nominalmente funcional durante cerca de una década más. En 1930 fue inaugurada una nueva organización agraria comunista denominada Comité Campesino Europeo en Berlín. Como ocurrió con la Internacional Campesina, este grupo fracasó en su diseño para atraer a las organizaciones campesinas hacia las banderas comunistas. La cruda brutalidad de la colectivización forzosa, seguida de un colapso agrario y una hambruna masiva en 1932-1933 básicamente terminaron con cualquier oportunidad para el restablecimiento de la llamada «smychka» («colaboración») entre el movimiento comunista de orientación urbana y el campesinado en los siguientes años.

## Reuniones internacionales
| Reunión                                                    | Lugar | Fecha                    | Notes                                  |
| ---------------------------------------------------------- | ----- | ------------------------ | -------------------------------------- |
| Congreso fundacional                                       | Moscú | 10-16 de octubre de 1923 | Asistieron 158 delegados de 40 países. |
| Primer Pleno del Consejo Campesino Internacional           | Moscú | Octubre de 1923          |                                        |
| Segundo Pleno Ampliado del Consejo Campesino Internacional | Moscú | 9-?? de abril de 1925    | Asistieron 78 delegados de 39 países.  |
| Segundo Congreso                                           | Moscú | Noviembre de 1927        |                                        |
| Tercer Pleno del Consejo Campesino Internacional           | Moscú | Noviembre de 1927        |                                        |

## Organizaciones afiliadas
- Partido Campesino Popular Croata (1924-1925)
- Comité de Trabajadores Agricultores Irlandeses
- Ligas Campesinas de México (afiliadas en 1923)
- Confederación Filipina de Campesinos (Katipunan ng mga Anakpawis ng Pilipinas) (afiliada en 1929)
- Asociación de Campesinos Chinos